# Superclássico (Maranhão)
O confronto entre Moto Club e Sampaio Corrêa Futebol Clube é o maior clássico de futebol do município de São Luís e do estado do Maranhão. É chamado pela imprensa e pela torcida maranhense de Superclássico, sendo também conhecido como Moto versus Sampaio ou Papão contra Tubarão  (mascotes do Moto e do Sampaio). O duelo reúne os times com o maior número de títulos e torcedores do estado. Com 620 jogos, é o segundo clássico mais vezes disputado do Brasil, atrás apenas do Re-Pa.

## Histórico

### O primeiro confronto e a maior goleada do tricolor
O primeiro confronto entre as duas equipes foi realizado dia 14 de julho de 1940, quando o Sampaio goleou por 7 a 2, pelo Campeonato Maranhense sendo a maior goleada da Bolívia, frente aos estreantes, em uma partida realizada no campo da Rua Oswaldo Cruz. O Sampaio atuou com: Caranguejo, Chico e Tarrindo; Dequinha, Clarindo e Jaime; Beneditino, Zambeta, Mascote, Leocádio e Manoelzinho; o Moto Club com: Zé Neves; Zezinho e Cojuba; 91, Bá e Mozabar; Belfort e Elvitre; Djalma, Cecílio e Aderson. Marcaram para o Sampaio: Beneditino (4 gols), Zambeta, Manoelzinho e Mascote; descontaram para o Moto: Belfort e Aderson (Moto).

### Maior goleada rubro negra
A maior goleada do Moto aconteceu em 1953, pelo placar 9 a 3 no Estádio Nhozinho Santos, em jogo válido pelo Torneio Municipal. Nabor, Casquinha e Hamilton marcaram duas vezes cada, com Ronaldo marcando os demais gols. Massaud balançou as redes três vezes pelos vencidos bolivianos. Moto atuou com Aluísio; Baé, Homena, Carvalho e Português; Ananias e Ronaldo; Zezico, Hamilton, Laxinha e Nabor. O treinador era Rinaldi Maia.

### Retrospecto em jogos oficiais
Apesar do Moto Club levar vantagem no confronto geral, o Sampaio Corrêa leva a melhor se contabilizados apenas os jogos oficiais. Em 328 jogos, o Tubarão tem 110 vitórias e o Papão 106 vitórias. O Superclássico Maranhense terminou empatado 112 vezes em jogos oficiais.[carece de fontes?]

## Maior público
O maior público foi em partida válida pelo Campeonato Maranhense de 1998, disputada no dia 28 de julho de 1998: 73.272 torcedores na vitória do Moto por 3 a 0.

## Estádios
Os clássicos entre Moto e Sampaio geralmente são disputados no Estádio Castelão, de propriedade do Governo do estado do Maranhão. Quando este não pode ser utilizado, os jogos são realizados no Estádio Nhozinho Santos. Ambos os clubes não possuem estádio próprio.

## Rivalidade
Na Série C de 2017, a rivalidade entre as duas agremiações foi destaque nacional. O Sampaio, que mais tarde conquistaria o acesso à Série B, perdeu em casa para o Botafogo, resultado que acabou rebaixando o Moto de divisão, uma vez que o time rubro-negro havia sido derrotado pelo Fortaleza no Ceará. 
 A derrota da Bolívia Querida gerou uma série de questionamentos, pois o Papão chegou a alegar que o rival havia perdido propositalmente para prejudicá-lo. Porém, nada foi de fato constatado. O certo é que o Moto acabou amargando o rebaixamento e o Sampaio foi promovido à Série B 2018, um ano após seu descenso.